# Rizky Pellu
Rizky Ahmad Sanjaya Pellu (Maluku, 26 giugno 1992) è un calciatore indonesiano, centrocampista del RANS Nusantara in prestito dal PSM Makassar.

## Carriera

### Club
Ha giocato nella prima divisione indonesiana.

### Nazionale
Ha esordito in nazionale nel 2014.

## Palmarès

### Club

#### Competizioni nazionali
- Coppa dell'Indonesia: 1

PSM Makassar: 2019